# Крах криптовалют 2018

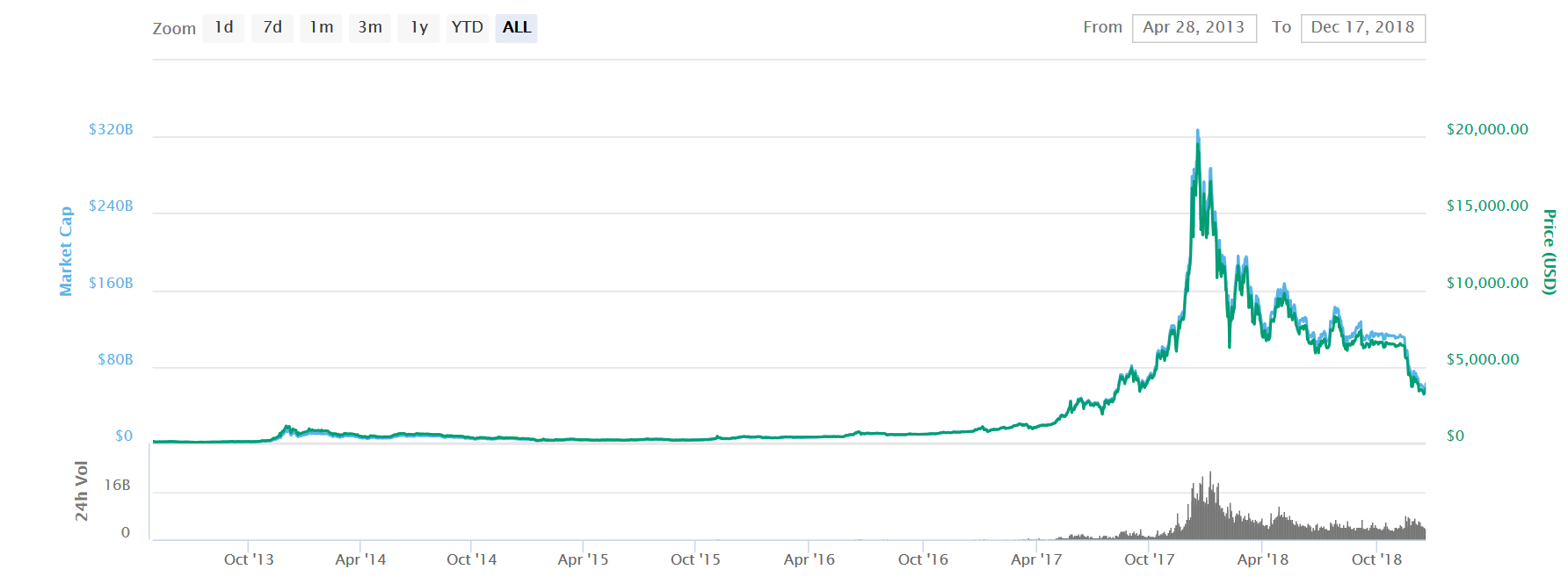
Лінійний графік курсу Bitcoin з квітня 2013 по грудень 2018

Крах криптовалют 2018 (також відомий як Великий криптокрах 2018 ) — значне падіння цін на більшість криптовалют у першому кварталі 2018. Після безпрецедентного зростання у 2017 ціна біткойну впала майже в 2,2 рази (на 65 %) протягом місяця з 6 січня по 6 лютого 2018. Подібне велике падіння цін пережили майже всі криптовалюти. До кінця року курс провідних криптовалют знизився в 5,7 разів (на 82,5%) порівняно з їх піком. Таке падіння стало значнішим, ніж крах доткомів у 2000—2002.

## Передумови
Починаючи з 2014 багато вчених і журналістів почали стверджувати, що деякі криптовалюти демонструють ознаки економічної бульбашки. Автор цього терміну Роберт Шиллер у 2017 назвав біткойн найкращим прикладом бульбашки. Ціна біткойна у 2017 зросла з 1000 до майже 20 000 доларів (у 20 разів, на 2000%). Деякі інші криптовалюти за цей період досягли навіть більш високого зростання у відсотковому співвідношенні. 17 грудня на майданчику Bitfinex Біткойн встановив рекордний рівень 19 891 долар США. На деяких інших майданчиках ціна була навіть дещо вищою. Ряд економістів, інвесторів і фінансових аналітиків попереджали, що ціни на криптовалюту, що швидко зростають, можуть призвести до лопання «бульбашки».
У грудні Чиказька біржа опціонів (CBOE) і товарна біржа Чикаго (CME) почали торгувати ф'ючерсами на біткойни.

## Хронологія
- 17 грудня 2017 ціна біткойна на короткий час досягає свого історичного максимуму в 19 974 доларів[3].
- 22 грудня 2017 біткойн впав нижче 11 000 доларів[4].
- 2 січня 2018 на тлі чуток про те, що Південна Корея може готуватися заборонити торгівлю криптовалютою, ціна биткойна знизилася на 12%[5].
- 16 січня 2018 Bitconnect оголосила, що закриває свій сервіс обміну криптовалют та кредитування після того, як регулятори з Техасу та Північної Кароліни звинуватили Bitconnect у шахрайстві[6].
- 26 січня 2018 з токійського сервісу обміну криптовалют Coincheck невідомі кіберзлочинці викрали криптовалюти NEM на 530 мільйонів доларів, що стало найбільшою крадіжкою в галузі[7].
- До кінця березня 2018 Facebook, Google та Twitter заборонили рекламу криптовалют та ICO[8].
- Наприкінці грудня 2018 ринкова ціна біткойнів впала до 3500 доларів[9].